# 圖爾松·別克
圖爾松·別克（Tursun Beg；1420年代？—？），奧斯曼帝國官僚和歷史家，曾專門撰寫穆罕默德二世時代的編年史。

## 生平
關於他的生平很少為人所知，只在他的作品中略有提及。他是一位蒂馬爾封建騎兵，後在奧斯曼底萬中工作，曾隨穆罕默德二世圍攻君士坦丁堡。

## 作品
他只有一本作品流傳，書名是Tarih-i Ebülfeth（鄂圖曼土耳其語：‎），即“征服者史”之意，内容为征服者穆罕默德二世统治时期至作者写作当时的历史。该书是有关奥斯曼征服君士坦丁堡的主要奥斯曼语史料之一。